# ناوشکن کلاس ریور
دیسترویر کلاس ریور (به انگلیسی: River-class destroyer) یک کلاس از کشتی است.